# Thuốc chống loạn thần không điển hình

Công thức bộ xương của clozapine, thuốc chống loạn thần không điển hình đầu tiên

Thuốc chống loạn thần không điển hình (tiếng Anh: atypical antipsychotics - AAP, còn được gọi là thuốc chống loạn thần thế hệ thứ hai (second generation antipsychotics - SGAs)) là một nhóm thuốc chống loạn thần (thuốc chống loạn thần nói chung còn được gọi là thuốc an thần và thuốc an thần kinh điển hình), mặc dù loại thuốc này thường được dùng để điều trị tình trạng tâm thần. Một số thuốc chống loạn thần không điển hình đã nhận được sự chấp thuận quy định (ví dụ như bởi FDA của Mỹ, TGA của Úc, MHRA của Vương quốc Anh) cho tâm thần phân liệt, rối loạn lưỡng cực, tự kỷ, và như một thuốc bổ sung trong rối loạn trầm cảm chính.
Cả hai thế hệ của thuốc có xu hướng chặn các thụ thể trong đường dẫn truyền dopamine của não. Thuốc không điển hình ít có khả năng hơn haloperidol — thuốc chống loạn thần điển hình được sử dụng rộng rãi nhất — gây ra khuyết tật kiểm soát vận động ngoại tháp ở bệnh nhân như chuyển động của bệnh Parkinson không ổn định, cứng cơ thể và run không tự nguyện. Tuy nhiên, chỉ có một vài trong số các thuốc không điển hình đã được chứng minh là vượt trội so với các thuốc chống loạn thần thế hệ thứ nhất vốn ít sử dụng và có hiệu lực thấp về vấn đề này.
Khi kinh nghiệm với các tác nhân này tăng lên, một số nghiên cứu đã đặt câu hỏi về tiện ích của việc đặc trưng rộng rãi các thuốc chống loạn thần là "không điển hình / thế hệ thứ hai" trái ngược với "thế hệ thứ nhất", lưu ý rằng mỗi tác nhân có hồ sơ hiệu quả và tác dụng phụ riêng. Người ta đã lập luận rằng một quan điểm đa sắc thái hơn, trong đó nhu cầu của từng bệnh nhân phù hợp với tính chất của từng loại thuốc mới là phù hợp. Mặc dù thuốc chống loạn thần không điển hình được cho là an toàn hơn thuốc chống loạn thần thông thường, nhưng chúng vẫn có tác dụng phụ nghiêm trọng, bao gồm rối loạn vận động muộn (rối loạn vận động nghiêm trọng), hội chứng ác tính thần kinh và tăng nguy cơ đột quỵ, tử vong do bệnh tim, và đái tháo đường. Tăng cân đáng kể có thể xảy ra. Các nhà phê bình đã lập luận rằng "đã đến lúc phải từ bỏ các thuật ngữ thuốc chống loạn thần thế hệ thứ nhất và thế hệ thứ hai, vì chúng không xứng đáng với sự khác biệt này." 

## Sử dụng trong y tế
Thuốc chống loạn thần không điển hình thường được sử dụng để điều trị tâm thần phân liệt hoặc rối loạn lưỡng cực. Chúng cũng thường được sử dụng để điều trị kích động liên quan đến chứng mất trí, rối loạn lo âu, rối loạn phổ tự kỷ và rối loạn ám ảnh cưỡng chế (sử dụng ngoài nhãn hiệu). Trong sa sút trí tuệ, chúng chỉ nên được xem xét sau khi các phương pháp điều trị khác đã thất bại và nếu bệnh nhân có nguy cơ cho chính họ và/hoặc những người khác.